# Пекалин
Пекалин (біл. вёска Пекалін) — село в складі Смолевицького району Мінської області, Білорусь. Село є адміністративним центром Пекалинської сільської ради, розташоване в центральній частині області.